# Pycnarmon cecinalis
Pycnarmon cecinalis is een vlinder van de familie van de grasmotten (Crambidae). De wetenschappelijke naam van deze soort is voor het eerst voorgesteld als Leucochroma cecinalis door Paul Dognin in een publicatie uit 1897.
De soort komt voor in Honduras en Ecuador.